# إشريكية قولونية O157:H7
 الإشريكية القولونية O157:H7  (بالإنجليزية: Escherichia coli O157:H7 (EHAC))‏ هو مرض تسببه بكتيريا قولونية، ويؤدي إلى التسمم الغذائي. توجد هذه البكتيريا في المقام الأول في الحيوانات، ولكن يمكن أن تنتشر بين البشر عن طريق الغذاء. وأعراضه تختلف باختلاف قوة الإصابة, فأقل الأعراض أن يشعر المصاب بالغثيان والإسهال، ومن الممكن أن يتحول إلى إسهال دموي.
في الحالات الشديدة، فأن هذا المرض يسبب, وخاصة لدى الأطفال الصغار، الفشل الكلوي، ويؤثر أيضًا سلبًا على الجهاز العصبي للإنسان. وفي أسوأ الحالات، فإن هذا المرض يؤدي إلى الوفاة.
وبالرغم من أن هذه البكتيريا حيوانية، إلا أنه أيضا يمكن أن ينتقل للإنسان من خلال النباتات والخضروات التي يتم تناولها، لو غسلت بماء ملوث. كما ينتقل عن طريق مياه الشرب أو الاستحمام.

## الولايات المتحدة
منعت وزارة الزراعة الأمريكية بيع اللحم المفروم الملوث بسلالة الإشريكيا القولونية O157:H7 في عام 1994.

## روابط خارجية
- Haemolytic Uraemic Syndrome Help (HUSH) - a UK Based Charity for Information and Support
- E. coli: Protecting yourself and your family from a sometimes deadly bacterium
- Escherichia coli O157:H7 genomes and related information at PATRIC, a Bioinformatics Resource Center funded by NIAID
- For more information about reducing your risk of foodborne illness, visit the US Department of Agriculture's Food Safety and Inspection Service website or the Partnership for Food Safety Education
- Cooking Ground Beef Safely
- briandeer.com, report from الصنداي تايمز on a UK outbreak, May 17, 1998
- CBS5 report on September 2006 outbreak